# Boszczynek (gmina)
Boszczynek (od 1973 Skalbmierz) – dawna gmina wiejska istniejąca do 1954 roku w woj. kieleckim. Siedzibą władz gminy był Boszczynek. 
W okresie międzywojennym gmina Boszczynek należała do powiatu pińczowskiego w woj. kieleckim. Po wojnie gmina zachowała przynależność administracyjną. Według stanu z dnia 1 lipca 1952 roku gmina składała się z 16 gromad: Baranów, Bełzów, Boszczynek, Głuchów, Gunów Kolonia, Gunów-Wilków, Kamieńczyce, Kózki, Małoszów, Przybenice, Sietejów, Skorczów, Szczekarzów, Tempoczów-Kolonia, Tempoczów-Rędziny i Zakrzów.
Jednostka została zniesiona 29 września 1954 roku wraz z reformą wprowadzającą gromady w miejsce gmin. Po reaktywowaniu gmin z dniem 1 stycznia 1973 roku gminy Boszczynek nie przywrócono, a jej dawny obszar wszedł głównie w skład nowej gminy Skalbmierz w powiecie kazimierskim.